# Claus Larsen-Jensen

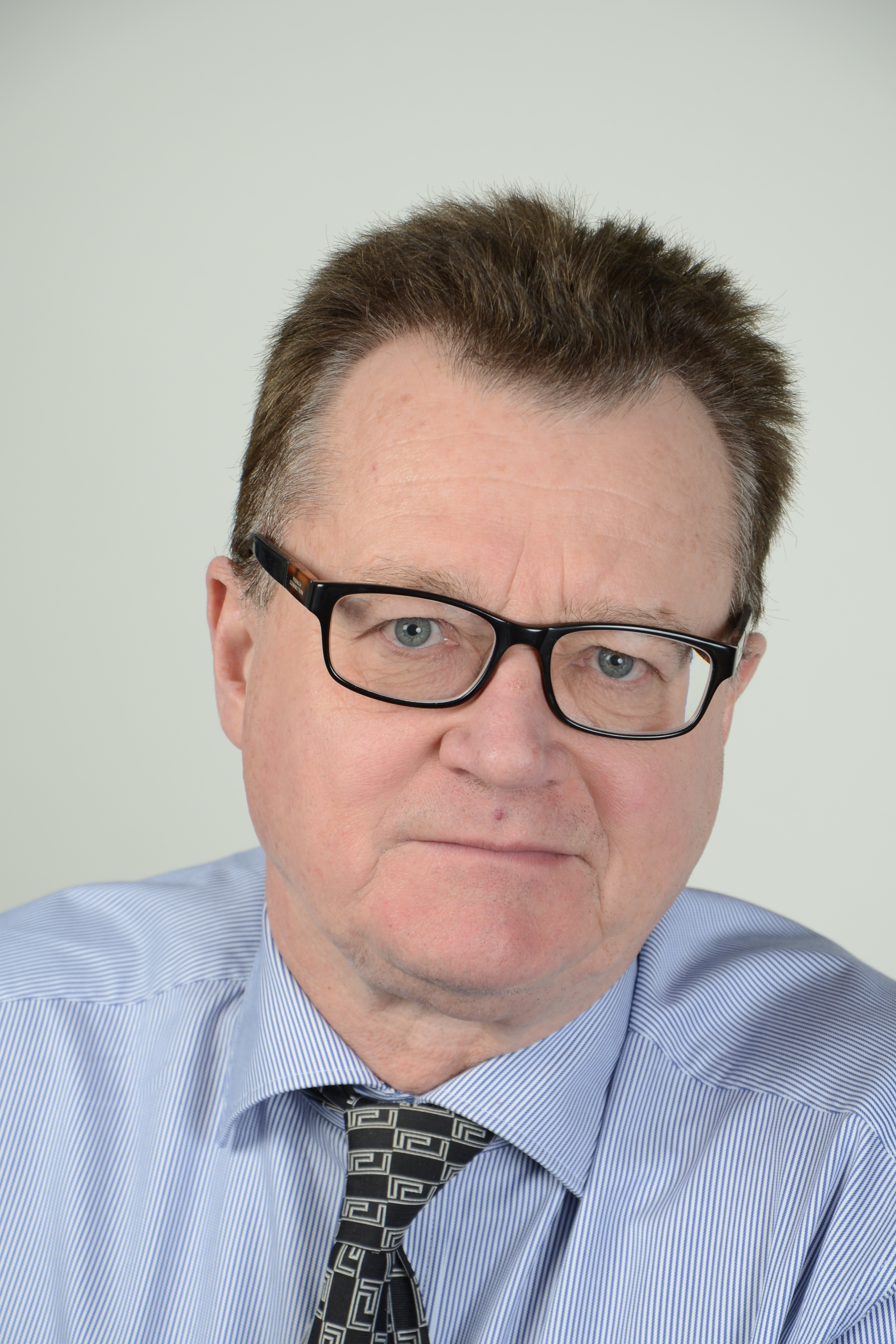
Claus Larsen-Jensen

Claus Larsen-Jensen (Kopenhagen, 9 mei 1953) is een Deens politicus.

## Biografie
Larsen-Jensen studeerde af aan de Universiteit van Kopenhagen. Hij werd actief bij de Deense partij Socialdemokraterne en haar jongerenorganisatie en hij werkte bij diverse organisaties. In de jaren 1991-1994 was hij een afgevaardigd parlementariër. Tussen 1998 en 2005 was hij lid van de Folketing.
In 2013 nam hij zitting in het Europees Parlement, toen Dan Jørgensen minister werd in de regering. Hij werd lid van de fractie van de Progressieve Alliantie van Socialisten en Democraten.
- Gemeinsame Normdatei: 1153827328
- Virtual International Authority File: 5649152080602207230007